# Красное Солнце (Псковская область)
Красное Солнце — деревня на юго-востоке Бежаницкого района Псковской области. Входит в состав сельского поселения Бежаницкая волость.
Расположено на восточной окраине райцентра и городского поселения Бежаницы.
Численность населения деревни составляет 335 жителей (2000 год).